# جيم فرنسيسكو
جيم فرنسيسكو (بالإنجليزية: Jim Francisco)‏ هو سياسي أمريكي، ولد في 10 أكتوبر 1937 في الولايات المتحدة. حزبياً، نشط في الحزب الديمقراطي. وقد انتخب عضو مجلس نواب كنساس.